# Koloko (département)
Cet article concerne le département et la commune rurale. Pour le village chef-lieu, voir Koloko.

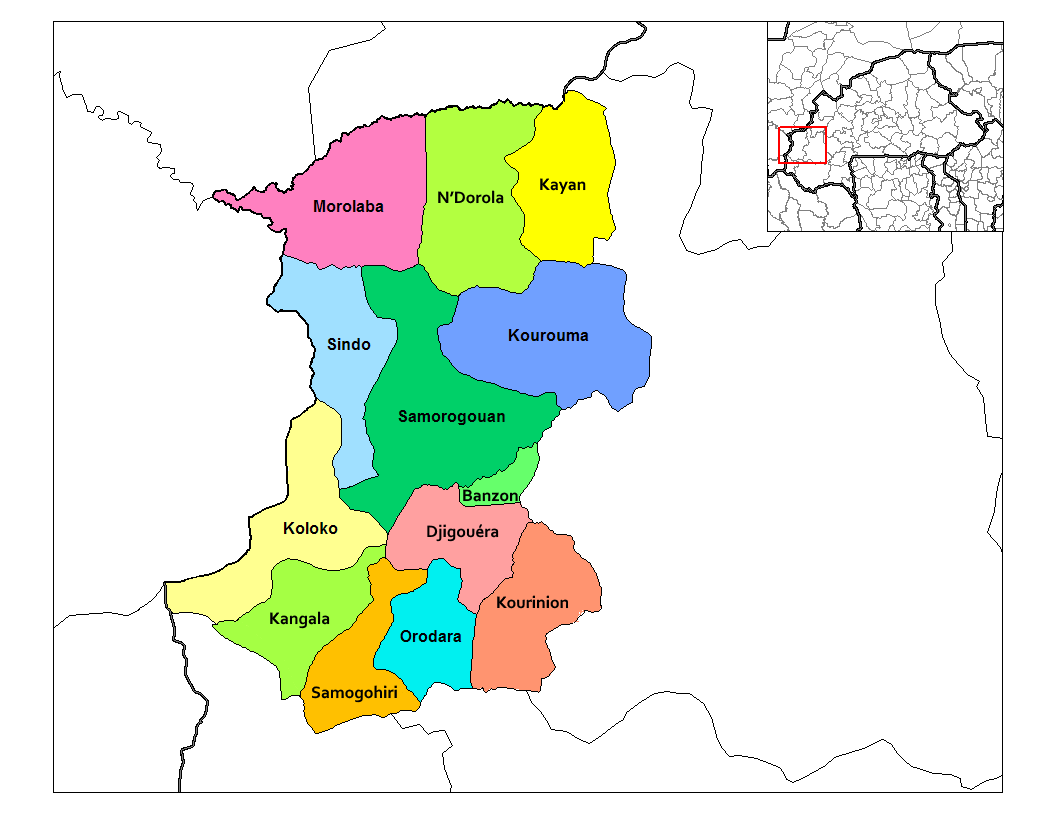
Localisation de la province du Kénédougou

Koloko est un département et une commune rurale de la province du Kénédougou, situé dans la région des Hauts-Bassins au Burkina Faso.
En 2006, le dernier recensement comptabilise 18 858 habitants

## Villages
Le département se compose d'un chef-lieu :
- Koloko

et de dix-huit villages :
- Banakoro
- Chokoro
- Dialakoro
- Dobougou
- Fama
- Gnadia
- Imatoro
- Kartasso
- Kokouna
- Nafanasso
- Natindougou
- Nigolo
- Sifarasso
- Sintasso
- Sokoroni
- Songolo
- Zanibougou
- Zitonosso